# Nouvel Ensemble moderne
Le Nouvel Ensemble Moderne (NEM) est un orchestre de chambre canadien fondé en 1989 et qui interprète des œuvres musicales du XXe et du XXIe siècles. Attaché à la Faculté de musique de l'Université de Montréal, le NEM a donné son premier concert à la salle Claude-Champagne de l'UdM le 3 mai 1989.